# Kashida

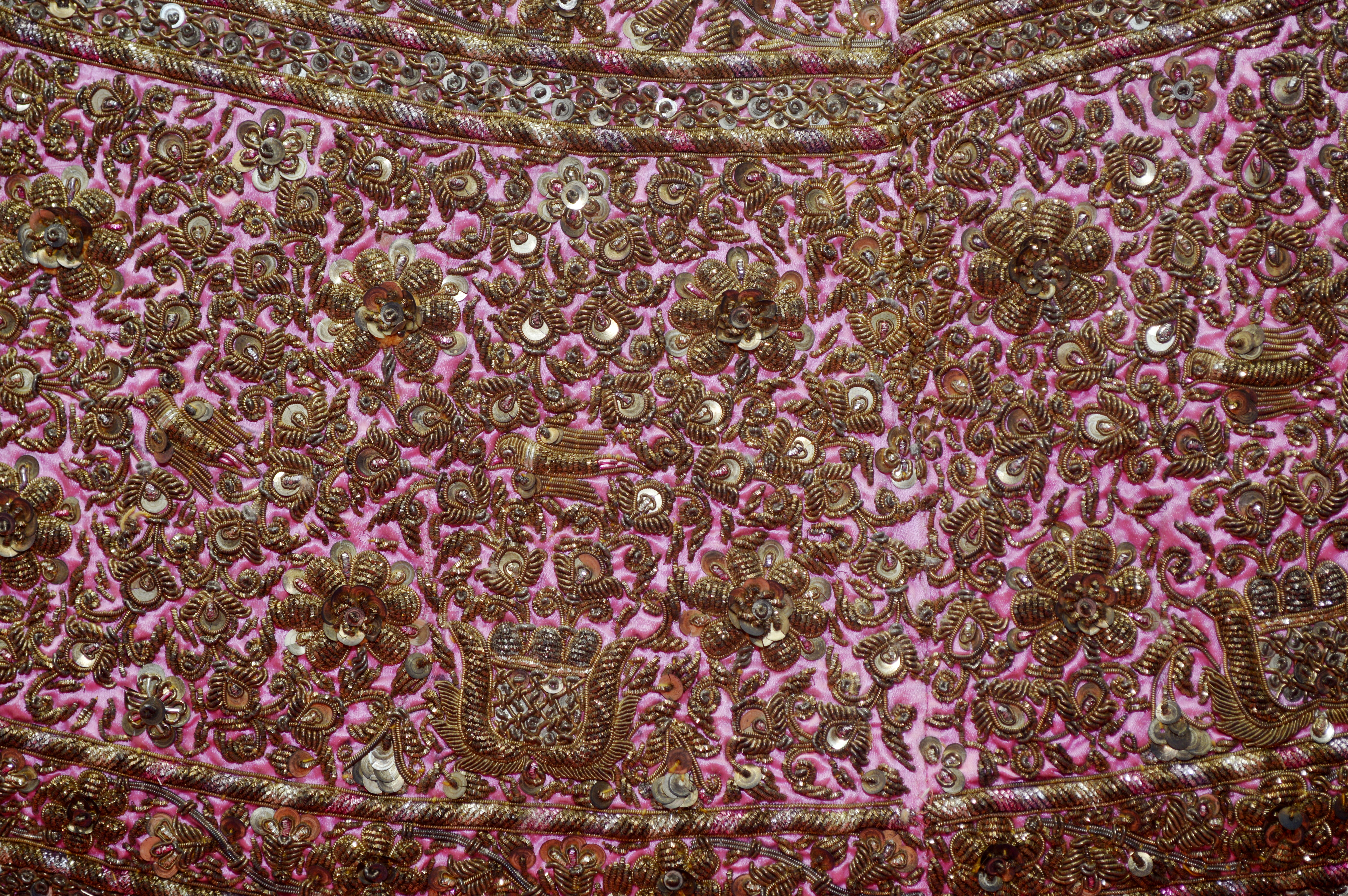
Stickerei auf rosafarbenem Rock im Kunsthandwerksmuseum Neu-Delhi

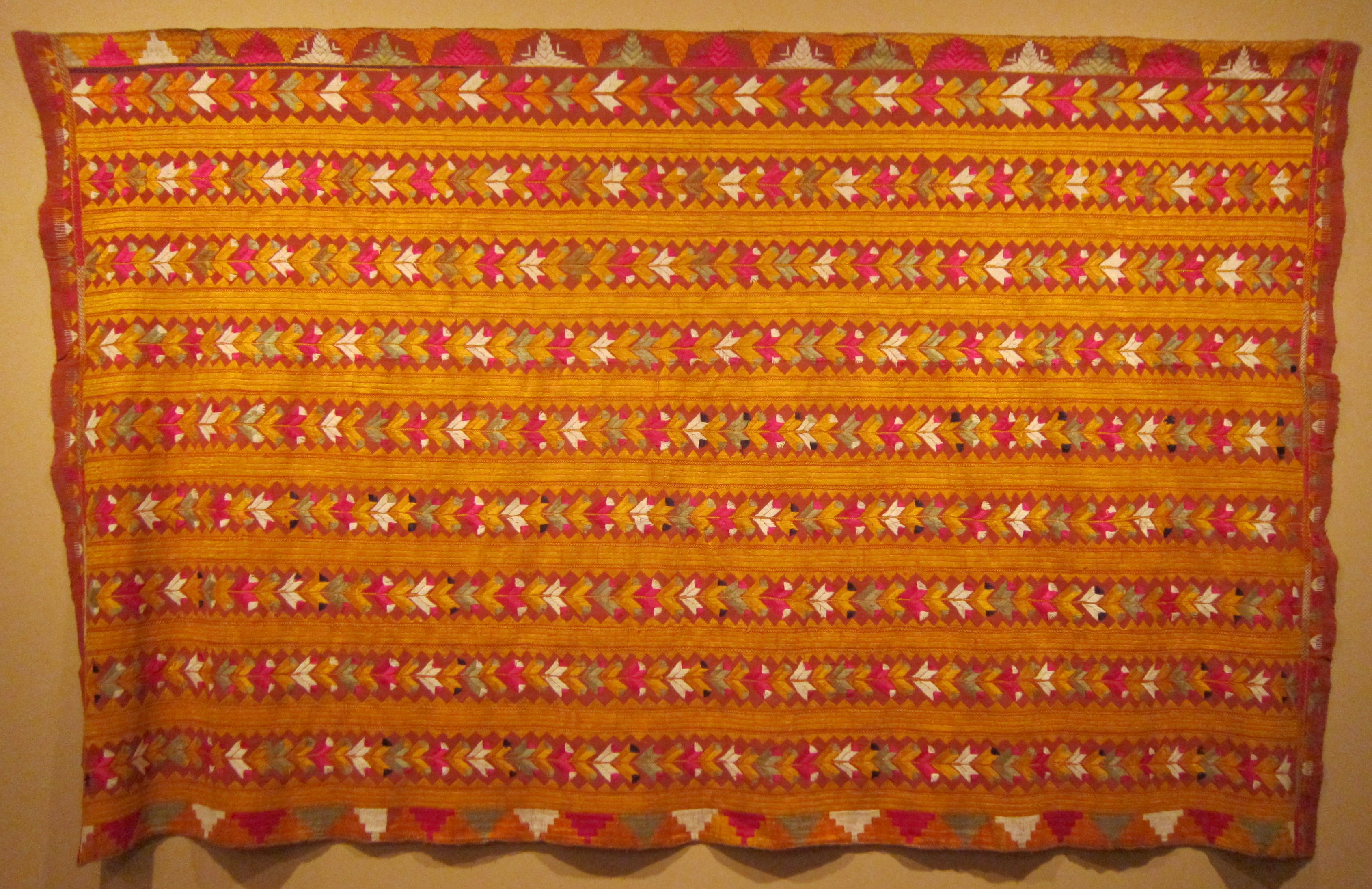
Stickerei auf einem Hochzeitsschal (phulkari) aus Punjab

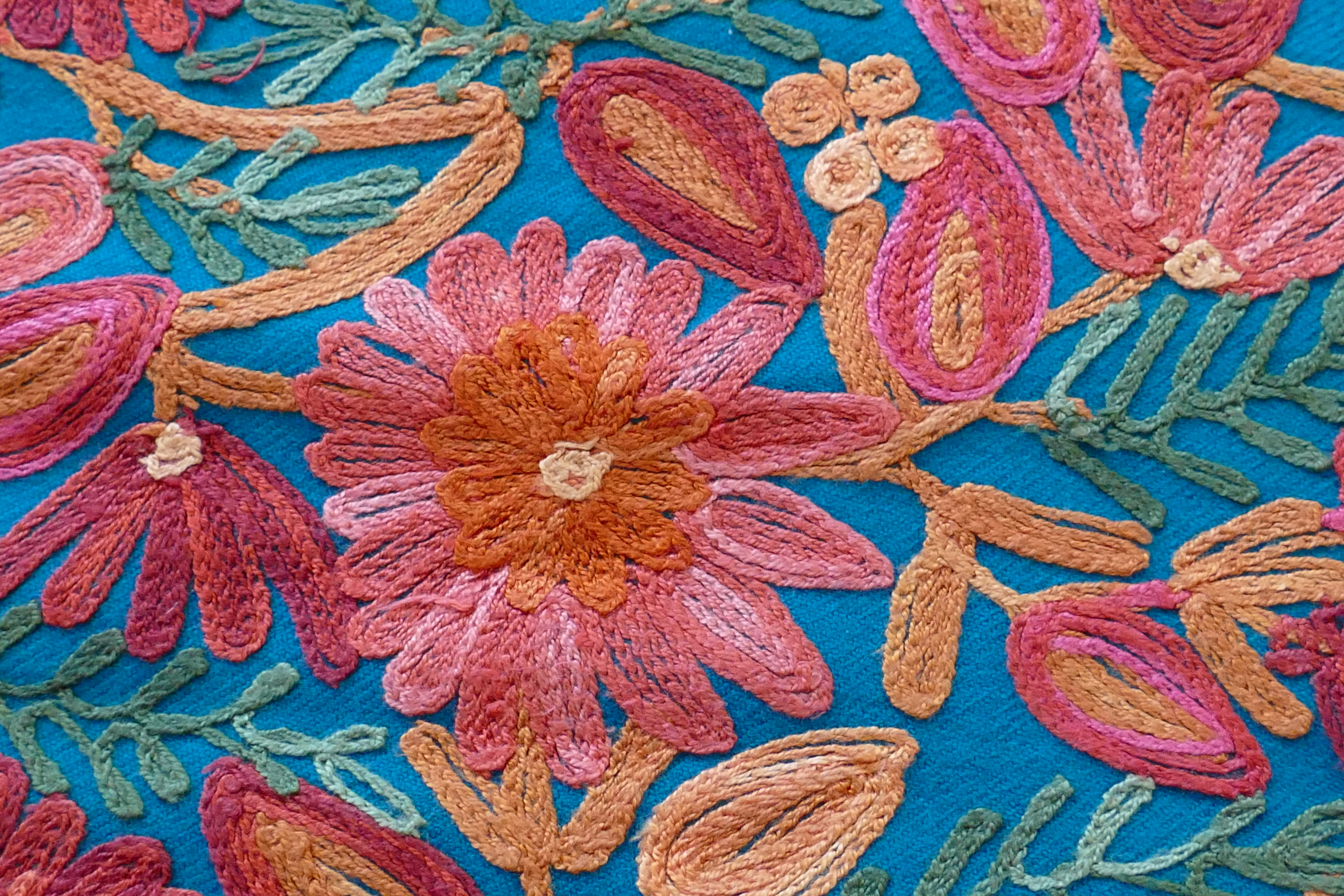
Stickerei im Kettstich auf einem Schal aus Kaschmir

Kashida (auch Kashidakari, Kasida, Kasidakari) bezeichnet die traditionelle Stickerei Indiens.

## Eigenschaften
Kashida wird vor allem in Kaschmir, Himachal Pradesh, Punjab und Bihar hergestellt. Am bekanntesten ist Kashida aus Kaschmir. Als Materialien werden meist Baumwolle, Wolle, Pashmina, Seide oder Mischgewebe davon verwendet. Als Textilien werden Taschentücher (insbesondere Chamba Rumal), Kleidung, Schals (Amli-Schal, Jamawar), Umhänge, Bezüge und Taschen mit Kashida versehen. Typische Muster sind Blumenmuster, geometrische Muster und Paisleymuster.
Bei Kashida kommen verschiedene Techniken der Nadelarbeit zum Einsatz wie Stopfen, Stielstich, Plattstich und Kettenstich. Die Wahl des Stichs richtet sich teilweise nach dem verwendeten Material. Der Sozni- oder Sozankar-Stich (beidseitig bestickt Do Rukha oder Dorukha für ‚zweigesichtig‘ genannt) ist ein Plattstich und wird verwendet, wenn die Gleichheit der Stickerei auf beiden Seiten erwünscht ist, gelegentlich aber in unterschiedlichen Farben. Chikandozi ist eine mittelwertige Stickerei für einfachere Stoffe. Rezkar verwendet lange Stiche mit mehrfarbigen Fäden. Beim Zalakdozi wird ein Haken oder Aari verwendet, um Motive mit einem Kettenstich auszufüllen, und findet sich meist auf Umhängen und Teppichen mit langen und fließenden Mustern. Die Technik mit Zari-Faden ist eine Art der Kashida-Arbeit, bei der ein Zari-Faden entlang des Rands eines Aufnähers auf den Stoff gelegt und mit einem anderen Faden festgehalten wird.